# Sportverein Darmstadt 1898 2002-2003
Questa voce raccoglie le informazioni riguardanti lo Sportverein Darmstadt 1898 nelle competizioni ufficiali della stagione 2002-2003.

## Stagione
Nella stagione 2002-2003 il Darmstadt, allenato da Hans-Werner Moser e Živojin Juškić, concluse il campionato di Regionalliga sud al 17º posto e fu retrocesso in Oberliga.

## Rosa
| N. |                       | Ruolo | Calciatore           |
| -- | --------------------- | ----- | -------------------- |
| 1  | Germania (bandiera)   | P     | Andreas Clauß        |
| 2  | Turchia (bandiera)    | D     | Ilker Aybar          |
| 2  | Germania (bandiera)   | D     | Nikolaos Nakas       |
| 3  | Serbia (bandiera)     | D     | Miroslav Mihajlovic  |
| 4  | Germania (bandiera)   | C     | Holger Seitz         |
| 5  | Slovacchia (bandiera) | D     | Richard Hasa         |
| 6  | Portogallo (bandiera) | C     | Sebastiao            |
| 7  | Germania (bandiera)   | C     | Christian Simon      |
| 7  | Germania (bandiera)   | C     | Kristian Sprecakovic |
| 8  | Serbia (bandiera)     | C     | Živojin Juškić       |
| 9  | Germania (bandiera)   | A     | Andreas Rüppel       |
| 10 | Germania (bandiera)   | C     | Boris Kolb           |
| 11 | Turchia (bandiera)    | A     | Müslüm Karabulut     |

| N. |                     | Ruolo | Calciatore        |
| -- | ------------------- | ----- | ----------------- |
| 12 | Italia (bandiera)   | C     | Vito Raimondi     |
| 13 | Germania (bandiera) | C     | Tobias Rott       |
| 13 | Germania (bandiera) | C     | Thomas Süß        |
| 14 | Germania (bandiera) | A     | Carsten Lakies    |
| 15 | Germania (bandiera) | C     | Sebastian Popp    |
| 16 | Brasile (bandiera)  | C     | Elton da Costa    |
| 17 | Germania (bandiera) | C     | Daniel Damm       |
| 18 | Germania (bandiera) | A     | Sascha Maier      |
| 19 | Germania (bandiera) | D     | Daniel Leifermann |
| 20 | Germania (bandiera) | A     | Nico Beigang      |
| 22 | Ungheria (bandiera) | P     | Ferenc Rott       |
| 24 | Germania (bandiera) | C     | Claude Brancourt  |

## Organigramma societario
Area tecnica
- Allenatore: Živojin Juškić
- Allenatore in seconda:
- Preparatore dei portieri:
- Preparatori atletici:
- Analisi video:

## Calciomercato

### Sessione estiva
| Acquisti | Acquisti       | Acquisti     | Acquisti |
| R.       | Nome           | da           | Modalità |
| -------- | -------------- | ------------ | -------- |
| C        | Daniel Damm    | VfB Marburg  |          |
| A        | Carsten Lakies | VfR Mannheim |          |
| D        | Nikolaos Nakas | Stoccarda II |          |
| C        | Holger Seitz   | Karlsruhe    |          |

| Cessioni | Cessioni             | Cessioni                 | Cessioni |
| R.       | Nome                 | a                        | Modalità |
| -------- | -------------------- | ------------------------ | -------- |
| D        | Alexandre de Freitas | Baden                    |          |
| C        | Thomas Franck        | Germania Pfungstadt      |          |
| D        | Matthias Hohmann     | SV Weingarten            |          |
| C        | Nikola Jovanović     | Eintracht Francoforte II |          |
| D        | Benjamin Lense       | Arminia Bielefeld        |          |
| C        | Sascha Lense         | FV Dresden-Laubegast     |          |
| C        | Alexander Lorenz     | Kickers Offenbach        |          |
| A        | Audenzio Musci       | SV Erzhausen             |          |
| C        | Roland Nagy          | UTA Arad                 |          |
| A        | David Wagner         | TSG 62/09 Weinheim       |          |

### Sessione invernale
| Acquisti | Acquisti             | Acquisti       | Acquisti |
| R.       | Nome                 | da             | Modalità |
| -------- | -------------------- | -------------- | -------- |
| C        | Kristian Sprecakovic | Schweinfurt 05 |          |

| Cessioni | Cessioni       | Cessioni   | Cessioni |
| R.       | Nome           | a          | Modalità |
| -------- | -------------- | ---------- | -------- |
| D        | Sebastian Haag | Hoffenheim |          |

## Risultati

### Regionalliga

#### Girone di andata
| Arbitro: | Greipl |

|                      |           |                |
| Haag 69’ Beigang 82’ | Marcatori | 14’, 20’ Adzic |

| Arbitro: | Schmidt |

|  |           |            |
|  | Marcatori | 37’ Lakies |

| Arbitro: | Albrecht |

|                               |           |  |
| Maier 1’ Costa 70’ Lakies 81’ | Marcatori |  |

| Arbitro: | Walz |

|                 |           |            |
| Haag 78’ (aut.) | Marcatori | 56’ Lakies |

| Darmstadt 14 agosto 2002, ore 19:30 CEST 5ª giornata | Darmstadt | 0 – 0 referto | Aalen | Stadion am Böllenfalltor (4 250 spett.)\| Arbitro: \| Steinborn \| |
| Arbitro:                                             | Steinborn |               |       |                                                                    |

| Arbitro: | Fleischer |

|  |           |           |
|  | Marcatori | 14’ Maier |

| Darmstadt 24 agosto 2002, ore 14:30 CEST 7ª giornata | Darmstadt | 0 – 0 referto | Rot-Weiß Erfurt | Stadion am Böllenfalltor (6 041 spett.)\| Arbitro: \| Kircher \| |
| Arbitro:                                             | Kircher   |               |                 |                                                                  |

| Arbitro: | Raquet |

|                 |           |                                      |
| Sprecakovic 75’ | Marcatori | 31’ Maier 65’ Costa 90’ (rig.) Seitz |

| Arbitro: | Perl |

|                           |           |           |
| Maier 14’, 66’ Lakies 90’ | Marcatori | 25’ Römer |

| Arbitro: | Drees |

|                   |           |  |
| Reeb 31’ Góra 90’ | Marcatori |  |

| Arbitro: | Bielmeier |

|  |           |                            |
|  | Marcatori | 42’ Rodrigues 74’ Tarillon |

| Arbitro: | Brych |

|                          |           |           |
| Dione 8’ van Buskirk 74’ | Marcatori | 71’ Maier |

| 5 ottobre 2002 13ª giornata |  | – turno di riposo |  |  |

| Arbitro: | Fandel |

|                     |           |                           |
| Kolb 28’ Lakies 53’ | Marcatori | 32’ Jovanović 88’ Diakité |

| Arbitro: | Dingert |

|            |           |  |
| Donato 84’ | Marcatori |  |

| Arbitro: | Sahler |

|          |           |           |
| Maier 6’ | Marcatori | 23’ Benda |

| Arbitro: | Brombacher |

|                                                |           |  |
| Copado 6’ Seifert 25’ Leitl 47’ Zimmermann 77’ | Marcatori |  |

| Arbitro: | Probst |

|  |           |             |
|  | Marcatori | 53’ Ollhoff |

| Arbitro: | Kammerer |

|                                                          |           |  |
| Knackmuß 19’ Binder 26’ Papić 55’ Zani 74’ Tölcseres 89’ | Marcatori |  |

#### Girone di ritorno
| Arbitro: | Brych |

|                  |           |           |
| Adzic 19’ (rig.) | Marcatori | 37’ Costa |

| Arbitro: | Kircher |

|               |           |  |
| Sebastiao 35’ | Marcatori |  |

| Arbitro: | Sippel |

|                  |           |            |
| Mehic 35’ (rig.) | Marcatori | 69’ Rüppel |

| Arbitro: | Perl |

|           |           |             |
| Maier 80’ | Marcatori | 40’ Zitouni |

| Arbitro: | Hofmann |

|                                        |           |  |
| Theres 37’ (rig.), 53’, 69’ Kanyuk 83’ | Marcatori |  |

| Arbitro: | Schiffner |

|            |           |  |
| Lakies 76’ | Marcatori |  |

| Arbitro: | Maier |

|                               |           |           |
| Sträßer 4’ Ziegner 56’ (rig.) | Marcatori | 46’ Maier |

| Arbitro: | Raquet |

|                 |           |                            |
| Lakies 51’, 86’ | Marcatori | 55’, 81’ Delic 84’ Popović |

| Arbitro: | Vogler |

|                |           |                  |
| Römer 78’, 85’ | Marcatori | 26’ (aut.) Römer |

| Arbitro: | Kinhöfer |

|  |           |                      |
|  | Marcatori | 22’ Kovacec 53’ Bode |

| Arbitro: | Palilla |

|           |           |  |
| Hallé 29’ | Marcatori |  |

| Arbitro: | Schalk |

|                                    |           |                                     |
| Costa 42’, 43’ Hasa 56’ Rüppel 57’ | Marcatori | 33’ Nauroth 63’ (rig.) Bettenstaedt |

| 26 aprile 2003 32ª giornata |  | – turno di riposo |  |  |

| Arbitro: | Pickel |

|                           |           |                                    |
| Jovanović 45’ Rodrigo 75’ | Marcatori | 39’, 47’ Costa 61’ Damm 88’ Lakies |

| Arbitro: | Wack |

|                                      |           |  |
| Rüppel 43’ Lakies 54’ Mihajlovic 82’ | Marcatori |  |

| Arbitro: | Greipl |

|                       |           |           |
| Benda 52’ Malchow 82’ | Marcatori | 89’ Maier |

| Arbitro: | Kempter |

|  |           |            |
|  | Marcatori | 43’ Copado |

| Arbitro: | Schalk |

|           |           |                     |
| Talib 39’ | Marcatori | 43’ Costa 72’ Maier |

| Arbitro: | Brombacher |

|           |           |                          |
| Maier 82’ | Marcatori | 6’, 90’ Peschel 40’ Zani |

## Statistiche

### Statistiche di squadra
| Competizione     | Punti | In casa | In casa | In casa | In casa | In casa | In casa | In trasferta | In trasferta | In trasferta | In trasferta | In trasferta | In trasferta | Totale | Totale | Totale | Totale | Totale | Totale | DR  |
| Competizione     | Punti | G       | V       | N       | P       | Gf      | Gs      | G            | V            | N            | P            | Gf           | Gs           | G      | V      | N      | P      | Gf     | Gs     | DR  |
| ---------------- | ----- | ------- | ------- | ------- | ------- | ------- | ------- | ------------ | ------------ | ------------ | ------------ | ------------ | ------------ | ------ | ------ | ------ | ------ | ------ | ------ | --- |
| Regionalliga sud | 42    | 18      | 6       | 6       | 6       | 24      | 21      | 18           | 5            | 3            | 10           | 18           | 32           | 36     | 11     | 9      | 16     | 42     | 53     | -11 |
| Totale           | 42    | 18      | 6       | 6       | 6       | 24      | 21      | 18           | 5            | 3            | 10           | 18           | 32           | 36     | 11     | 9      | 16     | 42     | 53     | -11 |

### Andamento in campionato
| Giornata  | 1 | 2 | 3 | 4 | 5 | 6 | 7 | 8 | 9 | 10 | 11 | 12 | 13 | 14 | 15 | 16 | 17 | 18 | 19 | 20 | 21 | 22 | 23 | 24 | 25 | 26 | 27 | 28 | 29 | 30 | 31 | 32 | 33 | 34 | 35 | 36 | 37 | 38 |
| --------- | - | - | - | - | - | - | - | - | - | -- | -- | -- | -- | -- | -- | -- | -- | -- | -- | -- | -- | -- | -- | -- | -- | -- | -- | -- | -- | -- | -- | -- | -- | -- | -- | -- | -- | -- |
| Luogo     | C | T | C | T | C | T | C | T | C | T  | C  | T  |    | C  | T  | C  | T  | C  | T  | T  | C  | T  | C  | T  | C  | T  | C  | T  | C  | T  | C  |    | T  | C  | T  | C  | T  | C  |
| Risultato | N | V | V | N | N | V | N | V | V | P  | P  | P  |    | N  | P  | N  | P  | P  | P  | N  | V  | N  | N  | P  | V  | P  | P  | P  | P  | P  | V  |    | V  | V  | P  | P  | V  | P  |
| Posizione | 6 | 4 | 1 | 1 | 2 | 1 | 3 | 1 | 2 | 2  | 3  | 3  | 3  | 7  | 7  | 8  | 10 | 14 | 14 | 15 | 12 | 13 | 13 | 14 | 12 | 13 | 13 | 14 | 16 | 17 | 16 | 17 | 15 | 14 | 15 | 17 | 15 | 17 |

Legenda:

Luogo: C = Casa; T = Trasferta. Risultato: V = Vittoria; N = Pareggio; P = Sconfitta.

### Statistiche dei giocatori
| I. Aybar       | 5  | 0  | 0 | 0 |
| N. Beigang     | 20 | 1  | 2 | 0 |
| C. Brancourt   | 5  | 0  | 0 | 0 |
| A. Clauß       | 23 | 0  | 0 | 0 |
| E. Costa       | 33 | 8  | 7 | 0 |
| D. Damm        | 35 | 1  | 5 | 0 |
| S. Haag        | 19 | 1  | 4 | 0 |
| R. Hasa        | 34 | 1  | 0 | 1 |
| Ž. Juškić      | 26 | 0  | 9 | 1 |
| M. Karabulut   | 3  | 0  | 0 | 0 |
| B. Kolb        | 28 | 1  | 4 | 0 |
| C. Lakies      | 36 | 10 | 5 | 0 |
| D. Leifermann  | 28 | 0  | 7 | 0 |
| S. Maier       | 35 | 12 | 2 | 0 |
| M. Mihajlovic  | 25 | 1  | 5 | 0 |
| N. Nakas       | 8  | 0  | 1 | 0 |
| S. Popp        | 4  | 0  | 1 | 0 |
| V. Raimondi    | 3  | 0  | 0 | 0 |
| F. Rott        | 11 | 0  | 0 | 0 |
| T. Rott        | 6  | 0  | 0 | 0 |
| A. Rüppel      | 23 | 3  | 1 | 0 |
| S. Sebastiao   | 20 | 1  | 2 | 0 |
| H. Seitz       | 21 | 1  | 3 | 2 |
| C. Simon       | 17 | 0  | 1 | 0 |
| K. Sprecakovic | 11 | 0  | 4 | 0 |
| T. Süß         | 10 | 0  | 1 | 0 |